# Giel (Adelsgeschlecht)
Die Giel waren vom 13. bis 18. Jahrhundert ein mittelalterliches Ministerialengeschlecht im Dienste des Abtes von St. Gallen aus dem Fürstenland in der Ostschweiz.
Ihre Stammburgen waren die Burgen Gielsberg bei Magdenau und Gielen-Glattburg oberhalb von Niederglatt auf dem heutigen Gemeindegebiet Oberbürens.
Sie waren wohl verwandt mit den 1167 bis 1280 belegten von Giel.

## Geschichte
Die für die Familie ab 1226 namensgebende Burg Gielsberg und die dazugehörigen Güter und Rechte, unter anderem die Vogteien Flawil, Gebertschwil, Aufhofen, Harschwil (letztere drei in der Gemeinde Oberbüren) und Oberwil, waren Lehen des Abtes von St. Gallen. Weitere Lehen hatten die Giel im 13. Jahrhundert vom Bischof von Konstanz, von den Kyburgern und den Toggenburgern inne.
Erster bekannter Vertreter ist der 1209 bis 1226 belegte Konrad. Dessen Sohn Rudolf (erwähnt ab 1226, † 1268), ab 1244 Kämmerer des Abtes, ein Amt das fortan in der Familie verblieb, stiftete 1242 das Kloster Magdenau. Zu diesem unterhielt die Familie bis ins 14. Jahrhundert enge Beziehungen, unter anderem traten ihm Burkhart und Konrad, die Söhne des erwähnten Rudolf, als Konversen bei. Ein weiterer Sohn Rudolfs, ebenfalls Rudolf, war nach dem zeitgenössischen Berichterstatter Christian Kuchimeister der reichste äbtische Dienstmann seiner Zeit. Ab 1309 sass ein Zweig der Familie auf der Burg Liebenberg bei Mönchaltorf und durchlief eine bescheidene Karriere im österreichischen Dienst. Ulrich war 1353 österreichischer Landvogt von Glarus. Ein weiterer Zweig sass ab Mitte des 14. Jahrhunderts auf der äbtischen Burg Helfenberg bei Gossau.
Nachdem die Familie im 15. Jahrhundert unter wirtschaftlichem Druck grosse Teile ihres Besitzes veräussert hatte – 1486 auch die Herrschaft Glattburg – erlebte sie am Ende des Jahrhunderts eine eigentliche Renaissance. Gotthard, 1491–1504 Abt des Klosters St. Gallen, übertrug seiner Verwandtschaft zahlreiche äbtische Lehen, unter anderem die Burg und Herrschaft Wängi. Im 17. Jahrhundert war die Familie mit einigem Erfolg im Pensionenwesen tätig, so auch ihr letzter Vertreter, der in österreichischen und spanischen Dienst stehende Franz Benedikt (1706–1771). Um 1734 den Kauf der Herrschaft Blidegg und der Vogtei Zihlschlacht finanzieren zu können, veräusserte dieser einen Grossteil seines Besitzes, verarmte aber trotzdem.

## Wappen und Fahne
Die Blasonierung ist:
Giel von Glattburg: Geteilt, oben golden und unten rot-silbern geschacht.
Giel von Gielsberg: Geteilt, oben silbern und unten rot-silbern geschacht.
Das Wappen und Dahne der Giel findet im Wappen Flawils Verwendung. Im Wappen Oberuzwils ist es im Schildfuss angebracht.

Flawil
Flawil
Oberuzwil
Oberuzwil

## Vertreter der Familie
- Ritter Rudolfus Giel (I.), 12. Jhd.[4] Gründer (1244) des Klosters Magdenau
- Konrad Giel I., 12./13. Jhd., Sohn des Rudolfus[4]
- Rudolf Giel II., jüngster Sohn Konrads[4]
- Rudolf Giel von Glattburg, Sankt Galler Hofmeister und Erbkämmerer
- Gotthard Giel von Glattburg, Abt des Klosters St. Gallen, 1491–1504
- Rudolf Giel IX., 15. Jhd.[4]
- Roman Giel von Gielsberg, Fürstabt des Fürststifts Kempten